# Liste des paroisses de l'Île-du-Prince-Édouard
Ceci est la liste des paroisses pour la province canadienne de l'Île-du-Prince-Édouard.

## Comté de Prince
- Paroisse North
- Paroisse Egmont
- Paroisse Halifax
- Paroisse Richmond
- Paroisse St. David

## Comté de Queens
- Paroisse Grenville
- Paroisse Hillsboro
- Paroisse Charlotte
- Paroisse Bedford
- Paroisse St. John

## Comté de Kings
- Paroisse St. Patrick
- Paroisse East
- Paroisse St. George
- Paroisse St. Andrew